# بازرس تقلب گواهی‌شده
بازرس تقلب گواهی‌شده (CFE) یا بازرس رسمی تقلب مدرکی است که توسط انجمن بازرسان تقلب گواهی‌شده به متقاضیان واجد شرایط داده می‍شود؛ و نمایانگر دانش و تجربه دارنده آن در پیش‌گیری، کشف و متوقف کردن تقلب است. بازرس تقلب گواهی‌شده در واقع برای شناسایی نشانه‌های خطر و پرچم‌های قرمز تقلب آموزش می‌بیند؛ از این رو، باید مجموعه‌ای منحصربه‌فرد از تخصص‌های گوناگون داشته باشد - از جمله، آشنایی با معاملات مالی پیچیده، روش‌های انجام آن‌ها، ترفندهای گوناگون تقلب، قوانین و مقررات، فرایندهای دادرسی، و.... هر کسی که می‌خواهد عنوان «بازرس تقلب گواهی‌شده (CFE)» را به‌دست آورد باید در آزمون نوشتاری دشوار برگزارشده از سوی انجمن بازرسان تقلب گواهی‌شده در چهار سرفصل زیر موفق شود:
- پیش‌گیری و متوقف کردن تقلب
- تراکنش‌های مالی متقلبانه
- بازرسی تقلب
- عناصر حقوقی تقلب[۲]

داوطلبان دریافت این گواهی‌نامه علاوه بر گذراندن این آزمون کتبی باید از استانداردهای حرفه‌ای، تحصیلاتی، و اخلاقی بالایی نیز برخوردار باشند. این افراد پس از دریافت این گواهی‌نامه نیز باید پیوسته آموزش‌های ضمن خدمت را بگذرانند.

بعضی از سازمان‌های مهم آمریکا داشتن این گواهی‌نامه را برای متقاضیان استخدام به عنوان یک مزیت حرفه‌ای به رسمیت شناخته‌اند که از آن جمله می‌توان به اف‌بی‌آی، وزارت دفاع آمریکا، و واحد حسابرسی قانونی و بازرسی‌های ویژهٔ دیوان محاسبات عمومی آمریکا اشاره کرد.

## پیش نیازهای تحصیلی
به‌طور کلی متقاضیان گواهی CFE باید حداقل مدرک کارشناسی یا معادل را از مؤسسات آموزش عالی گرفته باشند. دو سال سابقه کار در زمینه (کشف) تقلب می‌تواند جایگزین هر سال تحصیل در دانشگاه شود.

## پیش نیازهای کاری
در زمان اعطای گواهی نامه، متقاضی باید دو سال سابقه کار در زمینه‌ای که مستقیم یا غیرمستقیم به کشف یا جلوگیری از تقلب مربوط است داشته باشد. انجمن بازرسان تقلب گواهی شده زمینه‌های زیر را به رسمیت می‌شناسد:
- حسابداری و حسابرسی
- جرم‌شناسی یا جامعه‌شناسی مربوط به تقلب
- کارآگاهی تقلب
- پیشگیری از ضرر
- حقوق تقلب

دیگر سوابق هم به شرط بازبینی توسط انجمن می‌توانند مورد تأیید واقع شوند.

## الگوی اخلاقی
یک بازرس تقلب گواهی شده باید:
- از خود تعهد به حرفه‌ای‌گری و سخت کوشی در انجام وظایف نشان دهد
- اشتغال به رفتارهای غیرقانونی یا غیر اخلاقی یا هر فعالیتی که تعارض منافع ایجاد می‌کند نداشته باشد
- بالاترین سطح انسجام حرفه‌ای را در به انجام رساندن وظایف محوله از خود بروز دهد و فقط مأموریت‌های قابل انجام بر اساس قواعد حرفه‌ای را بپذیرد.
- از دستورهای دادگاه پیروی کند و در مورد موضوعات، صادقانه و بدون جانبداری گواهی دهد.
- شواهد یا اسناد لازم برای اظهار نظر را گردآوری کند. ولی از اظهار نظر در مورد گناهکار یا بی گناه بودن اشخاص یا گروه‌ها بپرهیزد.
- بدون مجوز لازم از فاش کردن اطّلاعات محرمانه بپرهیزد.
- همه مواردی که در طول دوره بازرسی کشف کرده‌است ارائه دهد
- پیوسته در افزودن شایستگی و کارایی حرفه‌ای در خدماتی که تحت نظر او انجام می‌شود بکوشد.

## آزمون
امتحان شامل ۵۰۰ سؤال در چهار بخش است: بازرسی و کارآگاهی تقلب، جرم‌شناسی و اخلاق، معاملات مالی، و عناصر حقوقی تقلب. برای هر سؤال ۷۵ ثانیه مهلت برای پاسخگویی هست و در هر بخش ۱۲۵ سؤال وجود دارد.
آزمون موارد زیر را در بر می‌گیرد:
- پیشگیری از تقلب - دانش شما در مورد اینکه چرا مردم مرتکب تقلب می‌شوند سنجش می‌شود و اینکه چه کارهایی می‌توان کرد تا از آن پیشگیری نمود. موضوعات این بخش شامل علل جرم، جرایم یقه سفید، تقلب شغلی، جلوگیری از تقلب، ارزیابی ریسک تقلب، و الگوی اخلاق حرفه‌ای انجمن بازرسان تقلب گواهی شده‌است.
- معاملات مالی - در این بخش دانش شما در مورد گونه‌های تقلب‌های مالی در حسابداری سنجیده می‌شود. برای قبول شدن در این بخش، نیاز به دانستن مفاهیم ذیل است: حسابداری و حسابرسی پایه، شیوه‌های تقلب، کنترل داخلی برای جلوگیری از تقلب و دیگر موضوعات حسابداری و حسابرسی.
- کارآگاهی تقلب - این بخش شامل پرسش‌هایی در زمینه‌های ذیل می‌باشد: مصاحبه(بازپرسی)، گرفتن اعتراف، جمع‌آوری اطلاعات از منابع عمومی، ردیابی معاملات غیرقانونی، ارزیابی فریبکاری و نوشتن گزارش.
- عناصر حقوقی - هدف این بخش اطمینان حاصل کردن از آشنایی متقاضی با شاخه‌های فراوان بازرسی تقلب است که شامل حقوق کیفری و شهروندی، قواعد جمع‌آوری شواهد، حقوق متهم و اتهام زننده و نحوه گواهی علمی است.